# Фитинг
Фи́тинг (англ. fitting от fit «прилаживать, монтировать, собирать») — соединительная часть трубопровода, устанавливаемая для разветвления, поворотов, переходов на другой диаметр, а также при необходимости частой сборки и разборки труб. Фитинги служат и для герметичного перекрытия трубопровода и прочих вспомогательных целей.
Фитинги, соединяющие концы труб одинакового диаметра, называются прямыми, фитинги, скрепляющие концы труб разного диаметра, — переходными.

## Разновидности фитингов
В зависимости от сферы применения фитинги делятся на две большие группы - для внутридомовых трубопроводов и для магистральных трубопроводов (для наружных сетей).
1. Фитинги для внутридомовых трубопроводов в зависимости от назначения подразделяются на:

- отводы, углы — служат для изменения направления трубопровода на 15, 30, 45, 90 или 120°.
- тройники и коллекторы — обеспечивают ответвление в одном направлении от магистральной трубы.
- крестовины — используются в тех же целях, что и тройник, но с их помощью можно сделать сразу две новые ветки трубопровода или соединить четыре трубы.[1]
- муфты — предназначены для соединения одинаковых труб с наружной резьбой на прямом участке.
- муфты переходные — предназначены для соединения труб разных диаметров с наружной резьбой на прямом участке
- сгоны (классические) — предназначены для соединения двух неподвижных частей трубопровода одного диаметра. Представляют собой отрезок трубы с наружной резьбой, нарезанной с двух сторон. Причем с одной стороны длина резьбы значительно больше, чем с другой.
- сгоны (американки) — предназначены для соединения двух неподвижных частей трубопровода одного диаметра. В отличие от обычного сгона является быстроразъёмным соединением благодаря наличию накидной гайки.
- ниппели (обычные и переходные) — предназначены для соединения элементов трубопровода с внутренней резьбой одинакового диаметра. В обиходе имеют название «бочонок».
- футорки — этим термином называются переходники, имеющие внутреннюю и наружную резьбу, при этом диаметр наружной резьбы всегда больше внутреннего диаметра резьбы.
- контргайки — применяются вместе со сгоном для пожатия муфты. Бывают с ребордой (ограничителем) и без. Реборда предназначена для предотвращения выдавливания герметизирующего материала при монтаже.
- заглушки, пробки, колпаки — используют для герметичной заделки концов труб.
- штуцеры — обычно используется для соединения с гибким шлангом.
- другие элементы.
- 2. Фитинги для магистральных трубопроводов (для наружных сетей) в зависимости от назначения подразделяются на:

- отводы, углы — служат для изменения направления трубопровода. Значение в градусах показывает отклонение от оси трубопровода. Наиболее часто используются две группы стандартных отклонений: 1 - 90°, 45°, 30°, 15°, 10°, а также 2 - 90°, 45°, 22,5°, 11,25°. Углом называется отвод на 90 градусов. По заказу возможно изготовление отводов на любое значение отклонения.
- тройники — обеспечивают ответвление в одном направлении от магистральной трубы.
- крестовины — используются в тех же целях, что и тройник, но с их помощью можно сделать сразу две новые ветки трубопровода или соединить четыре трубы.[1]
- двойные раструбы — предназначены для соединения гладких концов одинаковых труб на прямом участке.
- муфты надвижные — разновидность двойного раструба, позволяющая ее перемещение по трубе на прямом участке (применяются для ремонта трубопровода).
- заглушки, пробки, колпаки — используют для герметичной заделки концов труб.
- переходы - предназначены для соединения труб разного диаметра на прямом участке.
- другие элементы.

В основном, металлические фитинги из чёрных металлов изготавливаются из высокопрочного чугуна, ковкого чугуна, стали, а фитинги из цветных металлов изготавливают из латуни, иногда из меди. При производстве фитингов применяют и другие металлы, но много реже. Существуют пластмассовые фитинги, применяемые, в основном, для труб из пластиков, например, полипропилена.

## Фитинги для металлических труб

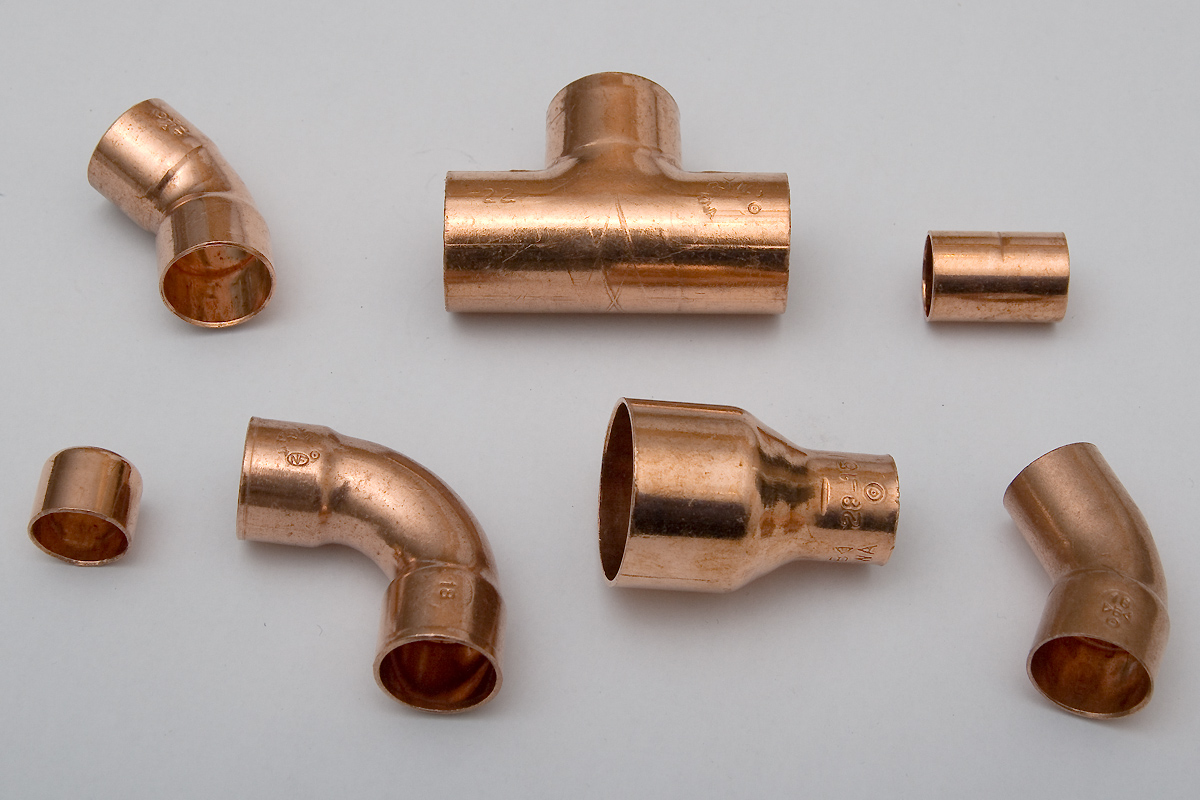
Медные фитинги

Фитинги для металлических труб делятся на резьбовые, сварные (с гладкими концами под сварку), фланцевые и обжимные. Для магистральных труб наиболее часто применяется раструбное соединение (и его разновидности). Резьбовые фитинги для водопроводных и газопроводных стальных труб изготавливают с цилиндрической резьбой. Для создания герметичного соединения существует несколько вариантов уплотнения цилиндрической резьбы:
1. льняной прядью пропитанной сантехнической пастой или смоченной железным суриком, замешанным на натуральной олифе,
2. лентой ФУМ,
3. специальной уплотняющей сантехнической нитью,
4. анаэробным клеем герметиком.

Резьбовые фитинги для сантехнических работ, в основном, изготавливают из латуни. Латунные фитинги бывают без покрытия, с никелированным покрытием, комбинированные (никелированное покрытие с проточкой). Качество фитингов определяется их конструктивом, весом и составом металла. Конструкция фитинга и его вес напрямую влияют на толщину стенки фитинга, а значит и на его надежность. Состав металла латунного фитинга влияет на такие характеристики изделия как пластичность, хрупкость, прочность. Состав металла фитинга можно определить с помощью спектрального анализа.
фитинги для металлических водогазопроводных труб изготовляют, в основном, из ковкого чугуна и из стали. Наружная и внутренняя поверхность фитинга не должны иметь раковин и инородных включений. Торцовые плоскости фитингов должны быть перпендикулярны к осям проходов.
Чтобы придать большую прочность, фитинги из ковкого чугуна снабжают по краям специальным буртиком — утолщением. У стальных фитингов буртиков нет.
В основном, фитинги выпускают с диаметром условного прохода (Dy) от 8 до 100 мм. Как правило, применяют такие фитинги для трубопроводов, температура рабочей жидкости в которых не выше 175 °C и давление не выше 1,6 МПа, при любом значении Dy (для стальных фитингов) и при Dy не более 40 мм (для фитингов из ковкого чугуна).
Для магистральных трубопроводов (водоснабжения и водоотведения) трубы и фитинги выпускают с диаметром условного прохода (Dy) от 80 мм до 3000 мм, для трубопроводов из стеклопластика - до 3600 мм.
Обжимные фитинги позволяют соединять трубы без использования резьбы или сварки. Обжимные фитинги бывают с одним или с двумя уплотнительными кольцами, выполненными из различных материалов. Краткие характеристики обжимных фитингов: надёжная герметизация газовой среды и обхват трубы, простота многократного монтажа и демонтажа, высокое сопротивление вибрационной усталости и надёжное соединение труб.
Обжимные фитинги с двумя кольцами широко используются для трубной обвязки приборов КИПиА, метрологии, в компрессорном и газотурбинном оборудовании, везде, где системы находятся под достаточно высоким давлением. Как правило, такие фитинги применяются с калиброванными трубками небольших диаметров из нержавеющей стали 316.

## Фитинги для металлопластиковых труб
Фитинги для металлопластиковых труб имеют то же назначение, что и фитинги для металлических. Для их стыковки с трубами используется цанговое соединение. Также они бывают переходными с цангового на резьбовое соединение, для стыковки металлопластиковых труб и труб металлических.
Одно из самых надёжных соединений для металлопластиковых труб — пресс-соединение (пресс-фитинговое соединение). Оно достигается обжимом металлопластиковой трубы вокруг штуцера фитинга нержавеющей гильзой. У каждого производителя пресс-фитингов есть свой профиль обжима. В качестве инструмента для обжима используют или инструмент, рекомендуемый производителем пресс-фитингов (что является правильным), или пресс-инструмент сторонних производителей с пресс-клещами определённого внутреннего профиля, соответствующего данному фитингу. Следующим по популярности после пресс-фитингов известны фитинги с разрезным кольцом или компрессионные фитинги, которые предназначены для соединения металлопластиковых труб систем отопления и водоснабжения открытой проводкой. В эксплуатации применяют соединительные элементы диаметров 16, 20, 26, 32 мм. Данная система является обслуживаемой, которую нельзя использовать при скрытой проводке. Для монтажа систем пресс-фитингом необходим специальный инструмент, а для монтажа компрессионных фитингов нужна пара разводных ключей.

## Фитинги для полипропиленовых труб

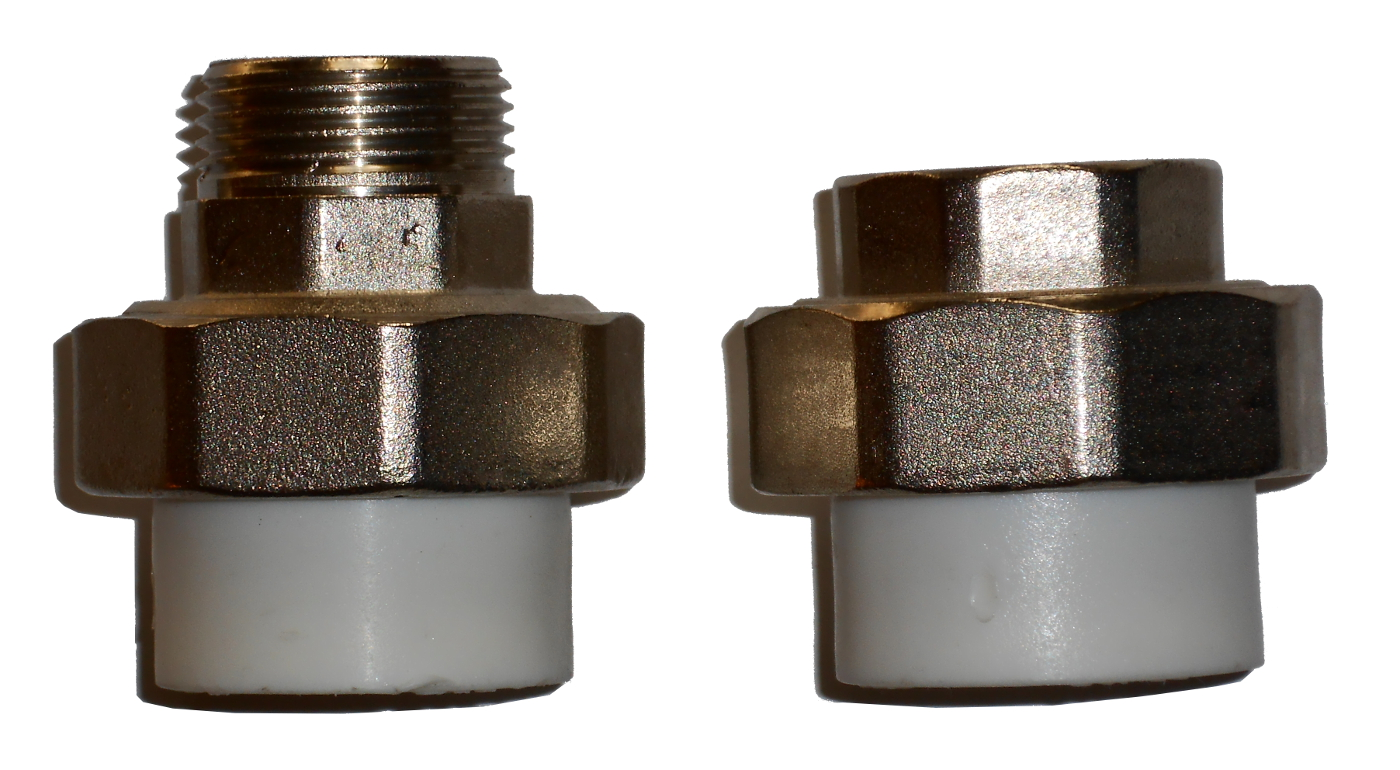
Американки для полипропиленовых труб

Фитинги для полипропиленовых труб имеют то же назначение, что и фитинги для металлических. Для их соединения с трубами применяется сварка. Сварка обычно выполняется специальным устройством, разогревающим соединяемые поверхности до 260 °C. Фитинги также бывают переходными со сварного соединения на резьбовое для соединения полипропиленовых труб и труб из металла.

## Фитинги для рукавов высокого давления
Неотъемлемая часть гидравлической системы, они устанавливаются
на концы всех гибких трубопроводов для присоединения, разветвления и поворота. Фитинги
изготавливаются из различных металлов, но всегда должны выдерживать необходимые
нагрузки и обеспечивать безопасность их использования. Самым распространённым
материалом является сталь с защитным гальваническим покрытием. Для особых условий эксплуатации, фитинги
могут быть изготовлены из нержавеющей стали, либо из цветных металлов.
Существуют различные российские и зарубежные стандарты (DIN, SAE, ГОСТ и т. д.), соответствие которым, гарантирует
совместимость фитингов, и их взаимозаменяемость. По запросу клиента могут быть
изготовлены и нестандартные изделия по документации или образцам заказчика.
Любой фитинг состоит из 2 частей, хвостовик и
присоединительная часть. По типу хвостовика все фитинги можно разделить на
несколько групп:
a)
Multifit (универсальный хвостовик) — самый популярный
вариант исполнения. Встречаются также под следующими названиями: универсальный,
ёлочка и т. д. Название введено фирмой Manuli в конце прошлого века. Каждый производитель фитингов
делает данный хвостовик со своими отличиями, но, как правило, все они имеют
одинаковые основные геометрические размеры. Процент фитингов с таким
хвостовиком на рынке превышает 95 %. Используются практически с любыми рукавами,
за исключением рукавов с 6 навивками (R15 и R13).
b)
Interlock — применяется при опрессовке РВД с четырьмя или
с шестью навивками. Обладает высокой устойчивостью к гидроударам большой
мощности. Имеет, в отличие от хвостовика Multifit, более сложную и массивную конструкцию. Для установки
фитинга Interlock всегда частично снимаются внутренний и наружный слои рукава.
Существует несколько вариантов исполнения, поэтому для опрессовки необходимо
брать фитинг и обжимную муфту одного производителя, либо совместимые.
c)
19 серия — тип фитинга для опрессовки РВД с четырьмя навивками больших диаметров. По факту является средним вариантом между Multifit и
Interlock. Для
установки снятие внутреннего слоя не требуется, только наружного.
d)
Многоразовые — ремонтные фитинги,
устанавливаются на рукав без обжима при помощи конусов и резьбовых соединений.
Применяются только для резиновых оплеточных рукавов. Встречаются с разной резьбой,
поэтому рекомендуется использовать фитинг и муфту одного производителя, либо
совместимые. Установка фитингов и муфт такого типа носит только временный
характер, советуем заменить на обжимные, при первой же возможности.
Независимо от хвостовика, фитинги можно разделить на две группы:
a)
Нерезьбовые
— фитинги, не имеющие резьбовых элементов.
i.
Connector — ремонтный фитинг, предназначен для ремонта
рукавов и представляет собой два хвостовика соединённых в замковой части. Как
правило, хвостовики делаются одного диаметра, но возможны модификации.
Используется в качестве неразборного соединения места разрыва рукава, что
позволяет при небольших затратах продолжить эксплуатацию РВД. Практическое
применение показало, что установка более 1 такого фитинга не имеет смысла,
так как рукав при дальнейшей эксплуатации будет рваться в других местах по
истечении небольшого периода времени. Рекомендуем как временный вариант, с
расчётом максимально быстрой замены РВД целиком.
ii.
Banjo — кольцевой фитинг. Предназначен для крепления при
помощи специального полого болта Banjo. Болты данного типа бывают с 2 типами резьбы,
метрической и трубной дюймовой (BSP),
соответственно и фитинги изготавливаются с разными отверстиями под болт, и
классифицируются, как Banjo метрический и Banjo BSP. Для выбора данного фитинга необходимо знать 2 параметра,
диаметр хвостовика и диаметр отверстия. Banjo для метрических болтов должны соответствовать стандарту DIN 7642.
iii.
Steck — фитинг замкового типа. Уплотнение достигается при
помощи резинового кольца, которое надевается на переднюю часть фитинга, в
специальную проточку. При установке фитинг блокируется замком, который входит в
предназначенный для этого паз. Изготавливаются согласно стандарту DIN 20043 / SAE J1467. Сегодня применяются
достаточно редко, несмотря на кажущиеся удобство и быстроту подключения, этот
стандарт вытеснен БРС (быстро разъёмными
соединениями ISOA, FIRG, HPA и т. д.).
Объясняется это тем, что все БРС при размыкании имеют запор, который не даёт
вытекать гидравлической жидкости, соответственно на фитингах Steck, таковой отсутствует.
iv.
DKWC Штуцер — фитинг для моек высокого давления Karcher. Представляет собой
модификацию фитинга Steck.
v.
BEL и BES — фитинги представляющие собой гладкую трубу.
Установка этих фитингов происходит при помощи специальных врезных колец и гаек,
сами фитинги резьбы не имеют. BEL
и BES отличаются между
собой некоторыми наружными диаметрами и толщиной стенок трубы. Бывают в
исполнении с углом изгиба 45° и 90°. Соответствуют стандарту DIN 2353. В настоящее время
эти стандарты вытеснены метрическими фитингами DKOL (DKL) и DKOS
(DKS) и встречаются,
как правило, только на старой технике.
vi.
UTS — фитинг под припой. Представляет собой стакан, в
который могут вставляться различные элементы и припаиваться. Для выбора
необходимо знать диаметр хвостовика и внутренний диаметр стакана.
vii.
Фланцы — фитинги-фланцы, имеющие в качестве
присоединительной части фланец. Производятся с углом изгиба 45° и 90°. В зависимости от диаметра
фланца различают несколько стандартов:
1.
3000psi - согласно
стандарту SAE J516/J518, лёгкая серия.
2.
6000psi — согласно стандарту SAE J516/J518,
тяжёлая серия.
3.
Komatsu - фланец разработанный
японской фирмой Komatsu
с диаметром фланца 34 мм.
4.
Supercat - усиленная версия
фланца 6000psi, отличается
от него толщиной тарелки, она всегда 14,3 мм.
Для обеспечения герметичности соединения, при использовании фланцев, у
них имеется специальная проточка, в которую вставляется уплотнительное кольцо.
Кольца изготавливаются из разных материалов и, как правило, не входят в
комплект поставки фланцев, и их следует приобретать отдельно. Для подбора
фланца необходимо знать три параметра: диаметр хвостовика, диаметр тарелки
фланца и толщину тарелки. Крепление фланцев осуществляется с помощью
специальных зажимов, которые бывают разрезными (состоят из 2 половинок) и
неразрезными (надеваются на фланец перед опрессовкой).
b)
Резьбовые
- фитинги, имеющие в своей конструкции элементы с резьбой. По типу
резьбы делятся на три группы:
i.
Метрическая резьба (DIN/ГОСТ) — европейский стандарт
резьбы. Имеет широкую линейку размеров, разные шаги резьбы. Резьбы этого типа
параллельные (цилиндрические), но встречаются и конические.
1.
DK - российский стандарт,
резьба соответствует ГОСТ 24705-2004 (ранее ГОСТ 24705-81). фитинг с наружной резьбой (Штуцер) имеет
внутренний конус 37°, фитинг с внутренней резьбой (Гайка) имеет сферическое
уплотнение, благодаря этому у стандарта очень низкие требования к качеству сопрягаемых
поверхностей. Фитинг с внутренней резьбой (Гайка) может уплотняться в штуцера с
внутренним конусом от 24° до 60°, но не обязательно. Это один из самых
универсальных и распространённых фитингов в России и СНГ, практически все
отечественные производители используют в своей технике фитинги именно этого
стандарта. Следует обратить внимание на то, что в данном стандарте фитинги
могут изготавливаться с одним диаметром резьбы, но с разным шагом, наиболее
распространёнными являются: 1; 1,5 и 2 мм. Фитинги с внутренней резьбой (Гайкой) производятся с углом изгиба 45° и 90°
.
2.
DKI (JIS-74) — Фитинг с наружной резьбой (Штуцер) имеет
наружный конус 74°, фитинг с внутренней резьбой (Гайка) имеет внутренний
конус 74°.
Фитинги
с внутренней резьбой (Гайкой) производятся с углом изгиба 45° и 90°.
3.
DKM — европейский стандарт DIN 20078/3863. Фитинг с наружной
резьбой (Штуцер) имеет внутренний конус 60°, фитинг с внутренней резьбой(Гайка)
имеет наружный конус 60°. Фитинги с внутренней резьбой (Гайкой) производятся с углом изгиба 45° и 90°.
4.
DK-Flat — фитинги с наружной и внутренней резьбой имеют плоскую
поверхность уплотнения, для достижения герметичности между плоскостями ложится
уплотнение из резины, или другого аналогичного материала. Наиболее широко используются в сантехнике. фитинги с
внутренней резьбой (Гайкой) производятся с углом изгиба 45° и 90°.
5.
DKL и DKS — европейский стандарт DIN20078/3868. DKL — лёгкая серия, а DKS — тяжёлая. фитинг с внутренней резьбой (Гайка)
имеет наружный конус 24°. Фитинги производятся с углом изгиба 45° и
90°.
DKL отличается
от DKS пайпом (диаметр
трубы), также, на некоторых размерах, они имеют разные резьбы. Для фитингов с
наружной резьбой, размером пайпа будет диаметр в конце конуса уплотнения, для
фитингов с внутренней резьбой в начале конуса. В настоящий момент данные
стандарты вытеснены более современными модификациями DKOL и DKOS. Ответные части, фитинг
с наружной резьбой (Штуцер), у этих стандартов абсолютно идентичны стандартам DKOL и DKOS соответственно.
6.
DKOL и DKOS — европейский стандарт DIN 20066/3861. DKOL — лёгкая серия, а DKOS — тяжёлая. Являются
усовершенствованной версией фитингов DKL и DKS, в конструкцию которых внесли резиновое уплотнительное
кольцо, что облегчило установку, а также снизило требования к сопрягаемым
конусам. Фитинг с наружной резьбой (Штуцер) имеет внутренний конус 24°, фитинг
с внутренней резьбой (Гайка) имеет наружный конус 24°. Фитинги с внутренней
резьбой (Гайкой) производятся с углом изгиба 45° и 90°. DKOL отличается
от DKOS пайпом (диаметр
трубы), также, на некоторых размерах, они имеют разные резьбы. Для фитингов с
наружной резьбой, размером пайпа будет диаметр в конце конуса уплотнения, для
фитингов с внутренней резьбой в начале конуса.
7.
DKFM и DKFG — французский стандарт. Являются модификацией
фитингов DKL и DKS.
Фитинг с наружной резьбой (Штуцер) имеет внутренний конус 24°, фитинг
с внутренней резьбой (Гайка) имеет наружный конус 24°. Фитинги с внутренней
резьбой (Гайкой) производятся с углом изгиба 45° и 90°. DKFM и
DKFG отличается
от DKL
и DKS и между
собой пайпом (диаметр трубы). Для фитингов с наружной резьбой, размером пайпа
будет диаметр в конце конуса уплотнения, для фитингов с внутренней резьбой в
начале конуса.
8.
DKWC - Фитинг с гайкой M22x1.5 для моек высокого давления Karcher. Имеет элементы
уплотнения от Steck и DK.
Широко используется всеми производителями моек высокого давления, как для
любительских, так и для профессиональных. Всегда изготавливается с одной
резьбой и одинаковой уплотнительной частью, но есть модификации с длинной или
короткой гайкой. Гайка выполнена в пластике, для возможности закручивания
вручную, без инструмента.
9.
JIS-Komatsu — японский стандарт фитингов JIS B 8363. Встречаются фитинги
только с внутренней резьбой (Гайкой) и внутренним конусом 60°.
Отличительной чертой является дополнительный шестигранник на ниппеле, который
облегчает установку РВД на технику, и предотвращает перекручивание рукава.
Обычно встречаются только прямые, но с недавнего времени появились и с углом
изгиба 90°.
10.
NKT - российский стандарт. фитинг
с наружной конической метрической резьбой по ГОСТ 633-80. Уплотнение
достигается за счёт деформации резьбы штуцера при затягивании. Устанавливаются
на буровые рукава.
ii.
Трубная дюймовая резьба (BSP) — английский
стандарт резьбы. Используется английская система исчисления в дюймах, один дюйм
равен примерно 30,3 мм. Широко применяется в трубной промышленности, и в сантехнике
в частности. Шаг резьбы измеряется в витках на 1 дюйм.
1.
BSP - английский стандарт BS5200. Фитинг с наружной
резьбой (Штуцер) имеет внутренний конус 60°, фитинг с внутренней резьбой (Гайка)
имеет наружный конус 60°. Фитинги с внутренней резьбой (Гайкой) производятся
с углом изгиба 45° и 90°. Один из самых распространённых фитингов с трубной
дюймовой резьбой.
2.
BSP-Flat — фитинги с наружной и внутренней резьбой имеют плоскую
поверхность уплотнения, для достижения герметичности между плоскостями ложится
уплотнение из резины, или другого аналогичного материала. Наиболее широко
используются в сантехнике. Фитинги с внутренней резьбой (Гайкой) производятся
с углом изгиба 45° и 90°.
3.
BSPT — английский стандарт BS21. фитинги с внешней конической
резьбой (Штуцер) и углом профиля резьбы у вершины 55°. Уплотнение при установке
обеспечивается за счёт деформации резьбы штуцера. Применяются в бурильной и
другой технике для подземных работ.
4.
BSP(O’Ring) — английский стандарт BS5200. Фитинг с внутренней резьбой (Гайка)
имеет наружный конус 60°. Модификация стандарта BSP, на внешний конус фитинга добавлено
уплотнительное кольцо, что снижает требования к сопрягаемым поверхностям
конусов и облегчает установку. Фитинги производятся с углом изгиба 45°
и 90°.
5.
NPTF — американский стандарт SAE J516. Фитинги с внешней
конической резьбой (Штуцер) и углом профиля резьбы у вершины 60°.
Фитинг также имеет внутренний конус 60°, что даёт ему возможность уплотняться
по конусу с NPSM.
Уплотнение при установке обеспечивается за счёт деформации резьбы или по
конусу.
6.
NPSM — американский стандарт резьбы. Фитинги с внутренней
резьбой (Гайка) имеет наружный конус 60° и углом профиля резьбы у вершины 60°.
7.
JIS-Toyota — японский стандарт JIS B 8363. Встречаются фитинги
только с внутренней резьбой (Гайкой) и внутренним конусом 60°.
Отличительной чертой является дополнительный шестигранник на ниппеле, который
облегчает установку РВД на технику, и предотвращает перекручивание рукава.
Обычно встречаются только прямые, но с недавнего времени появились и с углом
изгиба 90°.
iii.
Дюймовая резьба (SAE) — американский стандарт резьбы.
Используется американская система
исчисления в дюймах, один дюйм равен примерно 25,4 мм. Применяется практически
на всей технике американских фирм, вне зависимости от того, в какой стране эта
техника произведена. Шаг резьбы измеряется в витках на 1 дюйм.
1.
JIC — американский стандарт SAE J516/J514. Фитинг с наружной резьбой (Штуцер)
имеет наружный конус 74°, фитинг с внутренней резьбой (Гайка) имеет внутренний конус 74°.
Фитинги с внутренней резьбой (Гайкой) производятся с углом изгиба 45° и
90°. Иногда в каталогах угол конуса обозначается как 37°, но это только до оси
фитинга, реальное значение 74°.
2.
ORFS - американский стандарт SAE J516/J1453. Фитинги с наружной и внутренней
резьбой имеют плоскую поверхность уплотнения, для достижения герметичности
между плоскостями ложится уплотнение из резины, или другого аналогичного
материала. Фитинги
с внутренней резьбой (гайкой) производятся с углом изгиба 45° и 90°. Отличительной
особенностью является наличие специальной проточки на торце фитинга с наружной
резьбой (штуцер) для уплотнительного резинового кольца круглого сечения.
3.
SAE — американский стандарт SAE J516/J512. Фитинг с внутренней резьбой (Гайка) имеет внутренний
конус 90°. Фитинги представлены с углом изгиба 90°. Неиспользуемый в настоящее
время стандарт, встречается только на устаревшем оборудовании.